# Morris Rosenfeld

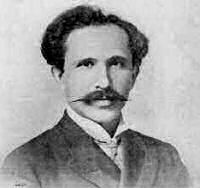
Morris Rosenfeld

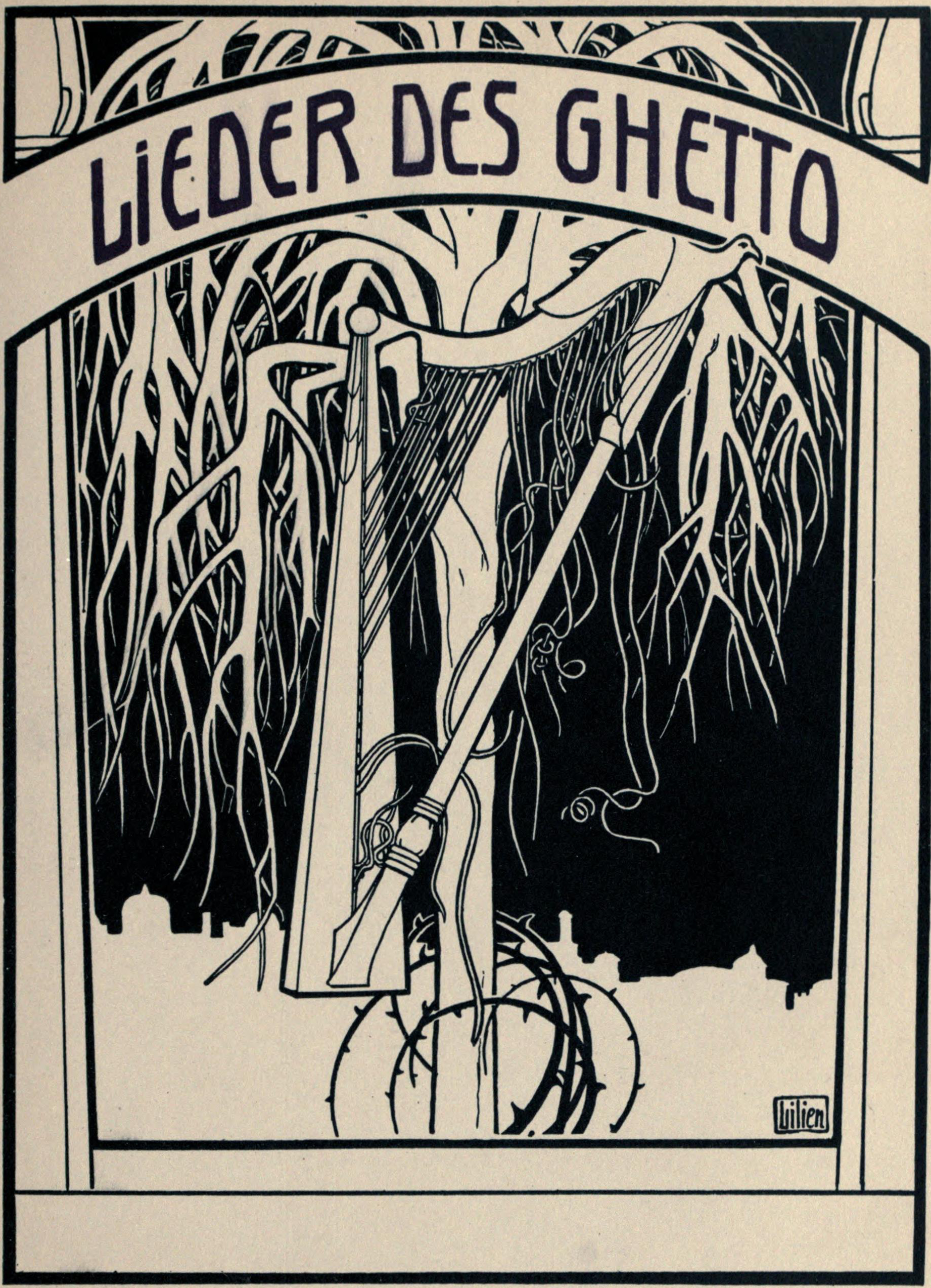
E. M. Liliens Illustrationen zu Lieder des Ghetto

Morris Rosenfeld (eigentlich Moshe Jacob Alter; geboren 28. Dezember 1862 in Boksze bei Suwałki, Russisches Kaiserreich; gestorben 22. Juni 1923 in New York) war ein US-amerikanischer Lyriker jüdischer Herkunft. 

## Leben
Moshe Jacob Alter besuchte die Schule in Stare Boksze und in Warschau. Er arbeitete als Schneider in London und als Diamantschleifer in Amsterdam. 1886 zog er weiter nach New York City. 1888 erschien sein erster Gedichtband. In seinen in jiddischer Sprache geschriebenen Werken schilderte er u. a. die Ausbeutung ostjüdischer Einwanderer in den Schneiderwerkstätten New Yorks. 

## Werke
- Di gloke, Gedichtsammlung, 1888
- Di blumenkette, Gedichtsammlung, 1890
- Lider-bukh, Gedichtsammlung,  
  - Erstausgabe in englischer Sprache: Songs from the Ghetto. Übersetzt von Leo Wiener. New York, 1898
  - Deutsche Erstausgabe: Lieder des Ghetto, Übertragen von Berthold Feiwel und illustriert von E. M. Lilien. Calvary, Berlin 1902 Digitalisat
- Shriftn, ausgewählte Werke in 6 Bänden, New York 1908–1910
- Geveylte shriftn, New York 1912
- Dos bukh fun libe, 1914